# ベアブルック殺人事件
ベアブルック殺人事件（べあぶるっくさつじんじけん、英語: Bear Brook murders）とは1970年代後半に発生した殺人死体遺棄事件である。被害者の女性四人の遺体はニューハンプシャー州のベアブルック州立公園内に遺棄され、この内二人は1985年に発見され、もう二人は15年後の2000年に発見された。発見時全員の遺体は白骨化が進行していて、1977年から1981年の間に殺害されたと推測された。
2017年、当局はテリー・ペーダー・ラスムッセンがこの事件の容疑者であると発表した。彼の身元は最初の妻との間にもうけた息子のDNAと照合して確定した。またこの照合の結果、ラスムッセンがこの事件の被害者の内推定年齢2歳から4歳の女の子の実の父親である事が確認された。2010年に獄中死したラスムッセンは2002年に当時の妻を殺害した他、複数の殺人事件の容疑者として浮上している。
2019年には四人の内三人の身元が判明し、母親のマリリース・エリザベス・ハニーチャーチと父親が違う娘二人（マリー・エリザベス・ヴォーンとサラ・リン・マクウォーターズ）である事が発表された。彼女らは1978年11月以降の消息が不明だった。もう一人の娘（ラスムッセンの娘）はこの三人には含まれていない。 彼女らが最後に目撃された時期やラスムッセンの行動などから被害者は1978年から1981年の間に殺されたと見られている。

## 遺体発見
1985年11月10日にニューハンプシャー州のベアブルック州立公園にあった店舗の焼け跡近くを歩いていたハンターがドラム缶を見つけ、中を確認した所プラスチックに包まれた大人の女性と女児の遺体が入っていた。司法解剖の結果二人は撲殺された事が判明した。 二人の遺体はその後近くのアレンズタウン墓地に埋葬された。
最初の遺体発見から15年経った2000年5月9日に、最初の現場からほど近い場所にもう二体の女児の遺体が見つかった 。この二体の遺体も最初の二体と同様のドラム缶に入れられていた事から、4人全員がほぼ同時に殺害されたと推測された。なぜ1985年の時点で四体全て見つけられなかったかについては捜査員は当初の事件現場からやや離れた場所に放置されていた為捜索範囲から外れてたからだとしている。2000年に見つかった遺体も撲殺された事が判明している。

## 被害者の特徴
後にハニーチャーチと身元が判明する大人の女性は遺体の特徴からネイティブ・アメリカンの血が入った可能性のある白人と断定され、死亡時の年齢は23から33歳と推測された。女性の髪は茶髪で、身長は 5 ft 2 in (1.57 m) から5 ft 7 in (1.70 m) の間。また女性は生前に大幅な歯科治療を受けていて3回の抜歯や複数の詰め物などが確認された。同時に見つかった3人の女児も同様にネイティブ・アメリカンの血を引いていたと見られ、 顔立ちは白人風と推測された。
後にヴォーンと判明する大人の女性と同時に発見された女児は年齢が5-11歳と推測された。生前には肺炎を患っていたと推測され、曲がった前歯とディアステマ（上前歯の間が開いている状態）があり、身長は4 ft 3 in (1.30 m) から4 ft 6 in (1.37 m)の間と推測された。髪は茶髪で、歯には詰め物は無かった他、イヤリングを両耳にしていた。
現在も身元が特定されていない真ん中の女児も 前歯の間が開いていて、同時に出っ歯でもあった。年齢は2歳から4歳の間と推測され、身長は3 ft 8 in (1.12 m)ほどだった。生前には貧血だったと推測されている。DNA検査の結果彼女の実の父はラスムッセンと判明しているが、母親は判明していない。2020年2月、さらなるDNA検査の結果彼女はネイティブ・アメリカン、アジア系、及びアフリカ系の血がわずかに入っている白人であることが判明した。その後更新された女児の似顔絵がNCMECから発表された。
後にマクウォーターズと身元が判明する一番小さい女児は1-3歳と推測され、身長は 2 ft 1 in (0.64 m) から2 ft 6 in (0.76 m)の間、金髪もしくは茶髪の髪、そして前歯の間が開いているとされた。

## 捜査
捜査の早い段階で当局はこの事件の情報を全米とカナダの一部に発表した。その結果数百以上の情報が寄せられたが、遺体の身元は判明しなかった。また、少なくとも10人以上の行方不明者が身元の候補から外された。
2013年6月には被害者4人の新しい似顔絵がNCMECにより発表された。2013年版のは遺体の歯型も考慮し、顔の形状もその情報を元に復元された。ただし肌と目の色が特定出来なかった為似顔絵は白黒で作成された。
2015年11月、NCMECは改めて被害者4人の似顔絵を記者会見にて発表した。

### DNA及びアイソトープの証拠
2014年に警察はミトコンドリアDNAのDNA型鑑定の結果4人の内真ん中の子供を除く3人が母系での親類縁者である事がわかったと発表した。この事から、一番年上の女性は2人の子供の母親、もしくは叔母か姉である事が確定となった。翌年には年上の女性が子供2人の母親である事が発表された。
また、DNA以外の法医学の情報によると、被害者4人は少なくとも殺される2週間から3ヶ月前の間一緒にアメリカ合衆国北東部にて生活していた事が推測された。また、当局は女性と彼女の娘2人は遺体で発見された場所の近くで生活していた分析結果を発表している。また、後にラスムッセンの娘と判明する女児については高度な法医学検査の結果生前の大半を北東部もしくはウィスコンシン州を始めとした北中西部にて生活していたとされた。 ただし2019年には他の地域も排除出来ないものの、ラスムッセンの娘はアリゾナ、テキサス、カリフォルニア、もしくはオレゴン出身の可能性が高いとされた。

### その後の進展

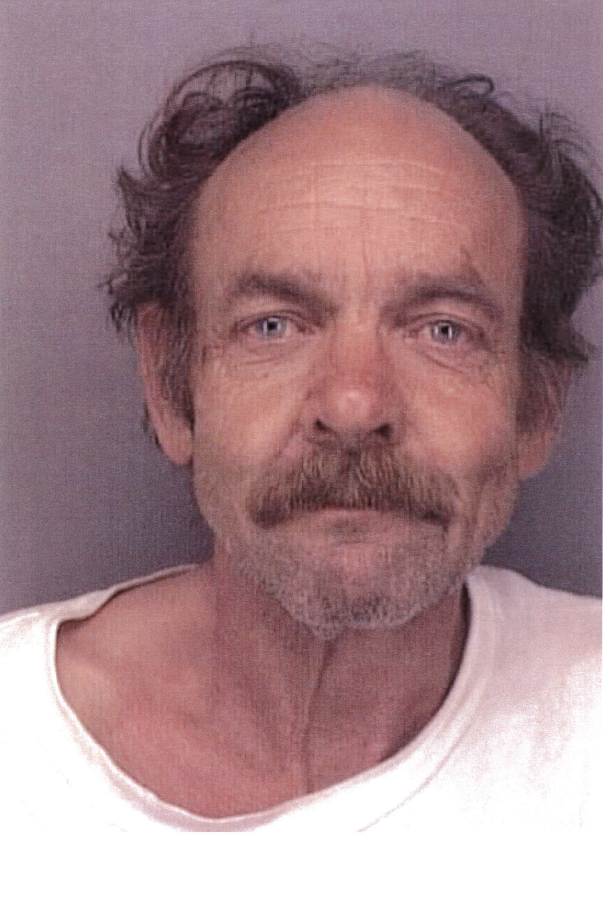
2002年にユンスン・ジュン殺害後の容疑で逮捕された際のラスムッセン

2017年1月になり、1981年以降行方不明になっているデニース・ボーディンという女性がこの殺人事件に何らかの形で繋がっている事が発表された。 ボーディンは当時娘と女性のボーイフレンドだった「ロバート(ボブ)・エヴァンス」と共にニューハンプシャー州マンチェスターから失踪した。その後「エヴァンス」は娘をキャンプ場に生きたまま放棄し、彼自身も足取りがつかなくなっていた。ボーディンの娘は「エヴァンス 」との血縁関係は認められなかった。ボーディンは2016年まで実に35年もの間失踪届が出されていなかった 
その後NCMECは他の被害者と血縁関係の無かった2番目の女児が「ロバート(ボブ)・エヴァンス」の娘である事がDNA検査の結果判明した事を発表した。当局は「エヴァンス」を容疑者だと推測していたが詳しくは発表しなかった。
その後2018年にボーディンはベアブルックで見つかった女性では無いと発表した他、「エヴァンス」は仮名で本名はまだ不明だと発表した。
「エヴァンス」は2002年にカリフォルニアで妻のユンスン・ジュンを殺害し遺体をバラバラにした罪で有罪となり服役していた2010年12月に獄中死した。
2017年6月に「エヴァンス」の身元を解明すべく、彼の取り調べ動画を公開した。この発表の2ヶ月後、Y染色体検査を行った結果「エヴァンス」と名乗っていた男性の本名がテリー・ペーダー・ラスムッセンである事が判明した。ラスムッセンは1943年にデンバーで生まれた。彼は1969年に結婚し、妻との間に4人の子供が生まれたが、1973年か4年に離婚。その後最後にこの時の家族がラスムッセンと合ったのは1974年のクリスマスだったという。尚、この4人の子供のうちの一人がY染色体のサンプルを提供した。 

### 身元特定
2019年6月6日、ニューハンプシャー州の捜査当局はこの事件に関する記者会見で、ラスムッセンの娘以外の3人の身元が判明した事を発表した。発表された身元は全員ロサンゼルス近郊のラプエンテから失踪したマリリース・エリザベス・ハニーチャーチ（1954年生）娘二人のマリー・エリザベス・ヴォーン（1971年生）とサラ・リン・マクウォーターズ（1977年生）で、1978年の感謝祭頃にハニーチャーチが母親と喧嘩別れしたのを最後に3人とも姿を消した。なおハニーチャーチは当時ラスムッセンと交際していたとされ、彼女が1980年5月頃に作成した公的書類には「エリザベス・エヴァンス」という仮名を使用していた可能性があるという。ハニーチャーチを含む4人はラスムッセンがニューハンプシャー州を離れた1981年かそれ以前に殺害したと見られている。
マクウォーターズの半弟は一度も合ったことの無い姉を探すべくAncestry.comにて女性の情報を募った。実の父親が海兵隊員だったマクウォーターズはカリフォルニア州ハワイアンガーデンズ出身で、似たような書き込みが身元の特定に役立った。
ハニーチャーチは1971年の6月にヴォーンの父親と結婚したが1974年に離婚。1974年9月にマクウォーターズの父親と結婚していたが、ラスムッセンと付き合い始めた頃には既に離婚していた。この二人の女児はそれぞれ一時期親権が父親の方に渡っていたが、最終的に母親の方に戻った。 1978年10月頃になるとマクウォーターズの父親は別の女性と交際を始め、マクウォーターズ自身は母親が世話をしていたと思われている。
ハニーチャーチとヴォーンの葬式は2019年11月にアレンズタウンにて行われ、身元が判明している三人の名前を記した新しい墓石が設置された。葬式にはハニーチャーチの家族とラスムッセンの娘が出席した。一方のマクウォーターズは父方の家族が住むコネティカット州にて埋葬された。
四体目の遺体はラスムッセンの娘である事が判明しているものの、彼女の身元は2023年現在未だに特定されていない上、彼女の実の母親が誰なのか、そしてその人が今も健在なのかも一切不明である。 2020年２月には彼女の新しい似顔絵がNCMEC及びニューハンプシャー州警察の両者から発表された。2021年には彼女の母親はミシシッピ州パールリバー郡に親戚が複数いることが判明した他、翌年には高祖父もしくはその父親が1836年に生まれたトーマス・ミッチェルである可能性が非常に高いと発表された。